# Cubano (hidrocarburo)
El cubano es una molécula sintética de hidrocarburo con ocho átomos de carbono dispuestos formado los vértices de un cubo, de aquí deriva su nombre. Es una molécula con una forma similar al teseracto. Cada átomo de carbono está unido, además de a otros tres átomos de carbono, a uno de hidrógeno. El esqueleto de carbono encierra una cavidad, por lo que forma la clase de compuestos cubanos de jaula, y más concretamente a los hidrocarburos platónicos. No fue hasta su síntesis por primera vez en 1964 por Philip E. Eaton se iniciara la teoría existe y es inestable debido a los inusualmente afilados ángulos de 90 grados de los átomos de carbono. A través de este cubano los ángulo de 90 grados permite almacenar una gran cantidad de energía en estos enlaces, por lo que se pueden utilizar como propelentes o explosivos de alta energía (véase también tetranitrocubano, octanitrocubano).

## Síntesis

### Histórica
La primera síntesis del cubano, en trece pasos, se publicó por primera vez en 1964. La síntesis original se inicia a partir de 2-ciclopentenona (1). Empezando con una reacción de Wohl–Ziegler con N-bromosuccinimida en tetracloruro de carbono  se consigue colocar un átomo de bromo en la posición alílica (2). Más bromación con bromo elemental en una mezcla de pentano y cloruro de metileno da el tribromado (3). La deshidrohalogenación eliminando dos de bromuro de hidrógeno con dietilamina en éter dietílico para obtener el 2-bromociclopentadieno (4). 
El compuesto de partida en esta etapa es el (2-bromociclopentadieno), una espontánea reacción de Diels-Alder lo dimeriza  ('2). Dos grupos carbonilo en (2) con etilenglicol sólo ( 2a ). Entonces es endo -permanente grupo acetal selectivamente para formar el compuesto  hidrolizado (3). El isómero endo (con ambos grupos alqueno en estrecha proximidad) forma un isómero jaula mediante una cicloadición [2 +2] fotoquímica intramolecular a bromocetona  (4):
La bromocetona resultante sufre un reconfiguración de Favorskii con la contracción del anillo del ácido carboxílico reorganizado(5 ). El ácido carboxílico libre (5) se encuentra entonces convertido en un éster del ácido peroxicarboxílico (6) y luego descarboxila térmicamente (7) :
Finalmente, el grupo acetal restante es también se hidrolizada, la bromocetona se reordenada (8) en una segunda reconfiguración de Favorskii y el ácido carboxílico resultante (9) se transforma en el correspondiente éster de ácido peroxicarboxílico (10). La molécula diana, el cubano (11), se obtiene después de la descarboxilación térmica (10):

### Moderna
La estructura del cubano puede tener obtenerse en una sencilla síntesis de cinco pasos de para llegar al cubano-1 ,4-dicarboxílico. El compuesto de partida de la síntesis es la ciclopentanona, que en la primera etapa por medio de etilenglicol para convertirse en un cetal cíclico. Por bromación se produce una ciclopentanoncetal triple bromado, que luego se transforma mediante la deshidrohalogenación y la reacción de Diels-Alder en un policíclico de Diels-Alder intermedio. Una cicloadición [2 +2] fotoquímico intramolecular produce una estructura parcial de cubano, que se complementa con una reacción a reflujo en presencia de hidróxido de sodio. El rendimiento total de todas las etapas de reacción es de alrededor del 25%. La síntesis se lleva a cabo hasta la escala del kilogramo.
El cubano-1 ,4-dicarboxílico es un compuesto base para la síntesis de compuestos cubanos sustituidos. La descarboxilación de cubano se realiza en dos pasos de terc-butilo a per-ésteres. Una síntesis casi cuantitativo se consigue por la degradación fotoquímica de un Thiohidroxamsäureesters.

## Propiedades

### Propiedades físicas

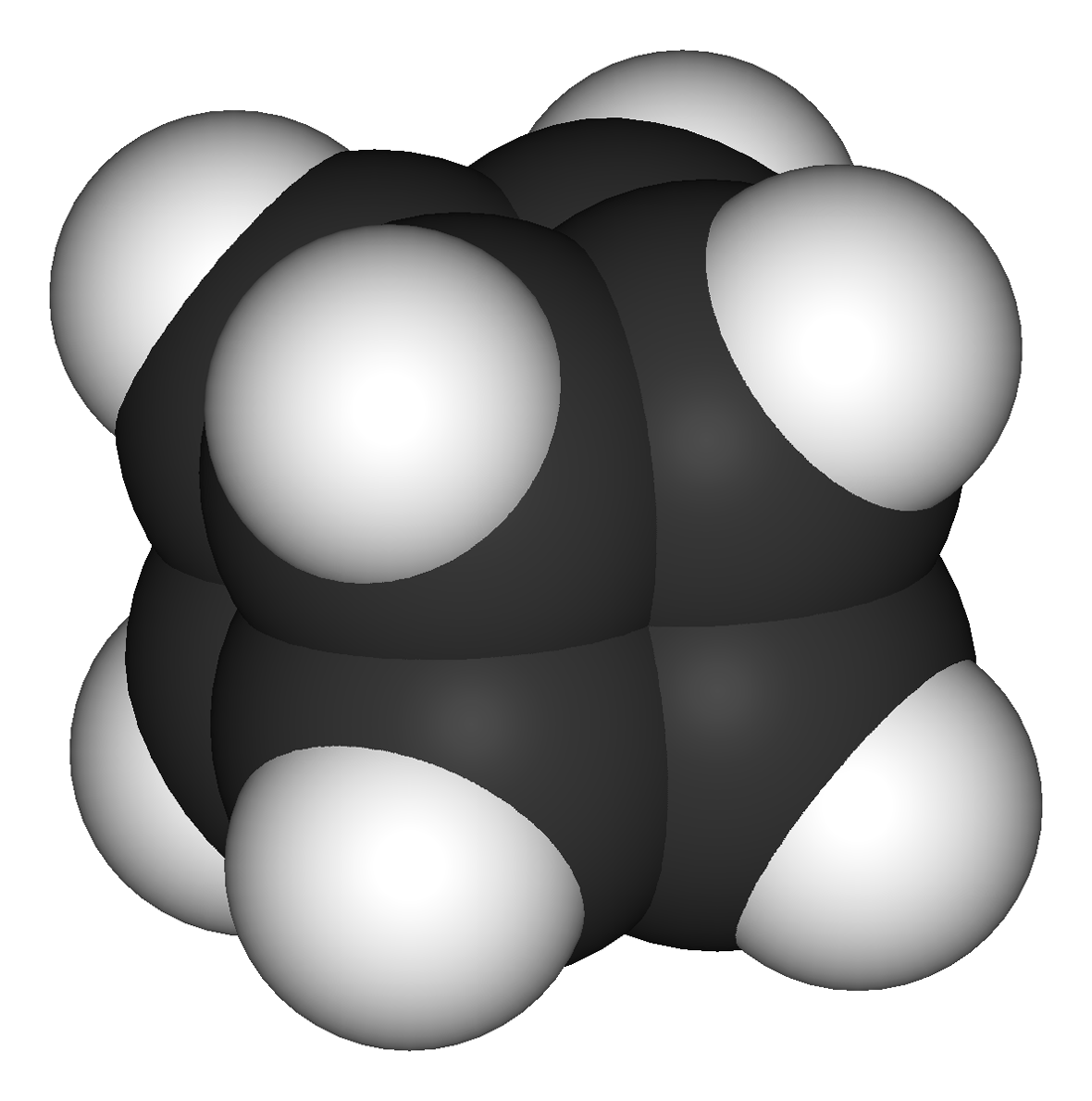
Modelo de bolas del cubano

El cubano a temperatura ambiente es un sólido cristalino con dos formas cristalinas polimórficos. A temperatura ambiente antes de la forma cristalina II, que convierte a 121,9 °C en una transición de fase es de primer orden en la forma cristalina I. Esta forma de cristal es plásticamente cristalina forma antes. es decir, es la conexión entre las dos transiciones de fase en un estado mesomórfico . A 131,8 °C, pasa a fase líquida. La función de presión de vapor está dada por la ecuación de Antoine de acuerdo con log10(p) = −A / T + B (P en Torr, T en K) con A = 2200 y B = 8 El compuesto que tiene una entalpía estándar de formación ΔfHsolid= 542 kJ·mol−1 o ΔfHgas= 622 kJ·mol−1 fuertemente endotérmica. La entalpía estándar de combustión es ΔcHsolid −4833.27 kJ·mol−1.
El cubano cristaliza a temperatura ambiente trigonal estructura de cristal con R3 grupo espacial una molécula por celda unidad. Mediante la difracción de electrones se ha podido determinar las longitudes de enlace, para el enlace C-C es 157.27 ± 0.19 pm y para el enlace C-H de 111,8 ± 0,8 y se diferencian sólo ligeramente de los del ciclobutano, con 155,1 pm para el enlace C-C y 109 pm para el enlace C-H.

### Propiedades químicas
A pesar de los enlaces altamente tensionados, el compuesto es estable. Una degradación que se puede medir observó sólo a temperaturas superiores a 200 °C. La energía de activación para la termólisis con un valor de 180,5 kJ · mol -1 es relativamente alto. Comparativamente el cubano también es relativamente estable a la luz, al aire y al agua. El cubano pueden someterse a intramoleculares, enlace metal-reordenamientos. Los resultados de la reacción en presencia de catalizadores de plata o paladio cuneane.
Con la acción del rodio se transforma inicialmente en un sin-triciclooctadieno que calentado a 50-60 °C se convierte en ciclooctatetraeno.

## Derivados
Los cubanos con grupos carboxilo, por ejemplo en cubano-1 ,4-dicarboxílico, y varios otros grupos funcional asociado forman algunos compuestos muy estables. Se ha realizado la mayoría de los compuestos grupos funcionales en la reacción de modificación. Los hidrógenos unidos al carbono se pueden reemplazar por ejemplo, halógenos y grupos nitro. Además pueden prepararse compuestos que contienen diversos metales como níquel o praseodimio. 
Muchos de los compuestos son útiles como explosivos.

### 1.4 dinitrocubano
Fue producido en Chicago por primera vez en 1984. El 1,4-dinitrocubano es un material explosivo es fácil de usar y menos susceptible a las vibraciones que el TNT, y estable a altas temperaturas ( 260 °C).

### Heptanitrocubano
En el heptanitrocubano siete de los ocho átomos de hidrógeno están reemplazados por grupos nitro. Philip Eaton y sus colegas lo sintetizaron en 1999.

### Octanitrocubano
Octanitrocubano con los ocho hidrógenos sustituidos. Eaton lo sintetizado por primera vez en 1999. Posee un 20-25%de potencia mayor que el explosivo HMX. Ni Heptanitrocubano ni el octanitrocubano se ha producido suficiente para permitir una prueba de la estabilidad de la energía de la explosión.

## Cubos inorganicos y derivados relacionados
La forma cúbica se produce también fuera del área de la química orgánica. Prevalentes no orgánicos son los cubos de [Fe4-S4] encontraron grupos penetrante proteínas hierro-azufre. Tales especies contienen azufre y hierro en esquinas alterna. Alternativamente tales agrupaciones cubo inorgánicos a menudo puede ser visto como interpenetrada S4 y Fe4 tetraedros. Muchos compuestos organometálicos adoptar estructuras de cubo, siendo ejemplos (CpFe)4(CO)4, (Cp*Ru)4Cl4, (Ph3PAg)4I4, and (CH3Li)4.